# Zákon o obcích (obecní zřízení)
Zákon o obcích (obecní zřízení) byl přijat Parlamentem České republiky v roce 2000 a vyhlášen ve Sbírce zákonů pod číslem 128/2000 Sb. Upravuje postavení, orgány a působnost obcí. Nahradil předchozí zákon České národní rady o obcích (obecní zřízení) v rámci správní reformy.

## Struktura
Zákon se skládá ze tří částí, část první z těchto hlav
- hlava první – obecná ustanovení
- hlava druhá – samostatná působnost obce
- hlava třetí – přenesená působnost obce
- hlava čtvrtá – orgány obce
- hlava pátá – orgány zastupitelstva a rady obce
- hlava šestá – dozor
- hlava sedmá – statutární města,

část druhá jsou Ustanovení společná a přechodná a část třetí Závěrečná ustanovení a příloha.